# Christoph Jakob Trew
Christoph Jakob Trew est un médecin et un botaniste allemand, né le 26 avril 1695 à Lauf an der Pegnitz et mort le 18 juillet 1769 à Nuremberg.

## Biographie
Ce riche médecin de Nuremberg rassemble des planches illustrées par divers artistes dans plusieurs recueils.
Il fait paraître Plantae Selectae en 1750, Plantae rariores de 1763 à 1784 et Hortus nitidissimis omnem per annum superbiens floribus de 1750 à 1792 sous forme de 178 gravures colorées à la main.
La parution Hortus nitidissimis est complexe et s’étend sur près de 40 ans. Georg Dionysus Ehret (1710-1770) réalisait des planches sur les plantes en collaboration avec des illustrateurs de Nuremberg dont Nikolaus Friedrich Eisenberger (1707-1771), Georg Lichtensteger (1700-1781) et Johann Christoph Keller (1737-1795). Ehret travaillait pour le compte du docteur Trew. La publication de ces planches a été poursuivie par l’éditeur Johann Michael Seligmann (1720-1762) puis par ses héritiers.
Carl von Linné (1707-1778) avait tapissé les murs de sa chambre par des planches extraites du Plantae rariores. Celui-ci est également constitué en partie des œuvres de G.D. Ehret.
Ces œuvres font partie des chefs-d’œuvre de l’illustration botanique du XVIIIe siècle.
Son grand-père est le mathématiciens et professeur Abdias Treu (1597-1669).

## Œuvres et travaux
- Tabvlae Osteologicae Sev Omnivm Corporis Hvmani Perfecti Ossivm Imagines Ad Dvctvm Natvrae Tam Sigillatim Quam In Ordinaria Connexione Secvndvm Habitvm Svvm Externvm Magnitvdine Natvrali. 40 planches. Nuremberg 1767

## Source
- Notices d'autorité :   - VIAF
  - ISNI
  - BnF (données)
  - IdRef
  - LCCN
  - GND
  - Japon
  - CiNii
  - Pays-Bas
  - Pologne
  - Israël
  - NUKAT
  - Catalogne
  - Suède
  - Vatican
  - Norvège
  - Tchéquie
  - WorldCat
- H. Walter Lack (2001). Un Jardin d’Eden. Chefs-d’œuvre de l’illustration botanique. Taschen (Cologne) : 576 p.
- Sabine van Sprang (dir.) (1996). L’Empire de flore. Histoire et représentation des fleurs en Europe du XVIe au XIXe siècle. La Renaissance du livre (Bruxelles) : 367 p.

Trew est l’abréviation botanique standard de Christoph Jakob Trew.
Consulter la liste des abréviations d'auteur en botanique ou la liste des plantes assignées à cet auteur par l'IPNI, la liste des champignons assignés par MycoBank, la liste des algues assignées par l'AlgaeBase et la liste des fossiles assignés à cet auteur par l'IFPNI.